# Estados Unidos en la Copa Mundial de Fútbol Sub-17 de 2015
La Selección de Estados Unidos será uno de los 24 equipos participantes en la Copa Mundial de Fútbol Sub-17 de 2015, torneo que se llevará a cabo entre el 17 de octubre y el 8 de noviembre de 2015 en Chile.
El cuadro de las Barras y las Estrellas logró su cupo luego de derrotar a Jamaica por lanzamiento de penales(5-4), en el partido de repechaje por el Campeonato Sub-17 de la Concacaf de 2015.

## Participación

### Grupo A
| Equipo         | Pts | PJ | PG | PE | PP | GF | GC | Dif |
| -------------- | --- | -- | -- | -- | -- | -- | -- | --- |
| Nigeria        | 3   | 1  | 1  | 0  | 0  | 2  | 0  | 2   |
| Chile          | 0   | 0  | 0  | 0  | 0  | 0  | 0  | 0   |
| Croacia        | 0   | 0  | 0  | 0  | 0  | 0  | 0  | 0   |
| Estados Unidos | 0   | 1  | 0  | 0  | 1  | 0  | 2  | -2  |

| 17 de octubre de 2015, 17:00 | Nigeria                | 2:0 (0:0) | Estados Unidos | Estadio Nacional de Chile, Santiago |                           |
|                              | Agor 50' · Osimhen 61' |           |                | Árbitro(s): Deniz Aytekin           | Árbitro(s): Deniz Aytekin |

| 20 de octubre de 2015, 17:00 | Estados Unidos | Partido 13 | Croacia | Estadio Sausalito, Viña del Mar |  |
|                              |                |            |         | Árbitro(s):                     |  |

| 23 de octubre de 2015, 20:00 | Estados Unidos | Partido 27 | Chile | Estadio Sausalito, Viña del Mar |  |
|                              |                |            |       | Árbitro(s):                     |  |

- Datos: Q20022135